# Jim Ratcliffe
Sir James Arthur Ratcliffe FIChemE (sinh ngày 18 tháng 10 năm 1952) là một tỉ phú người Anh, là một doanh nhân và cũng là một kỹ sư hóa học. Ratcliffe là chủ tịch và giám đốc điều hành (CEO) của tập đoàn hóa chất INEOS, do ông thành lập vào năm 1998. Công ty ước tính đã có doanh thu 65 tỷ USD vào năm 2021. Ông không phải là người có mức độ phổ biến cao trong công chúng, và từng được tờ báo The Sunday Times gọi là "nhút nhát trước công chúng".
Vào tháng 5 năm 2018, Ratcliffe là người giàu nhất Vương quốc Anh, với giá trị tài sản ròng là 21,05 tỷ bảng Anh. Tính đến tháng 5 năm 2023, Danh sách người giàu của Sunday Times 2023 ước tính giá trị tài sản ròng của ông là 29,688 tỷ bảng Anh, xếp ông là nhân vật giàu thứ hai ở Anh. Vào tháng 9 năm 2020, Ratcliffe chính thức thay đổi nơi cư trú thuế của mình từ Hampshire sang Monaco, một động thái ước tính giúp ông tiết kiệm 4 tỷ bảng tiền thuế.
Radcliffe được biết đến là một cổ động viên nhiệt thành của câu lạc bộ bóng đá Manchester United, và là một trong những chủ sở hữu của câu lạc bộ này sau khi đạt thỏa thuận mua lại 25% cổ phần của câu lạc bộ này để tiếp quản bộ phận bóng đá của United. Theo thông cáo ngày 20 tháng 2 năm 2024, ông được chính thức phê chuẩn là đồng sở hữu câu lạc bộ này.

## Thời thơ ấu và học tập
Ratcliffe sinh ra ở Failsworth, Lancashire (nay thuộc về quận Oldham ở Đại Manchester), ông có cha là một thợ mộc, và một người mẹ là nhân viên kế toán văn phòng. Gia đình ông sống trong nhà thuê của ủy ban quận Failsworth cho đến năm 10 tuổi sau đó cùng gia đình chuyển đến East Yorkshire. Ông được theo học tại Trường Grammar Beverley. Sau đó, ông học ngành kỹ thuật hóa học tại Đại học Birmingham, lấy bằng cử nhân, và sau đó lấy bằng thạc sĩ quản trị kinh doanh tại Trường Kinh doanh London năm 1980.

## Sự nghiệp
Jim Radcliffe gia nhập tập đoàn hóa dầu Esso dưới vai trò kỹ sư hóa dầu khi bắt đầu đi làm, nhưng sau đó quyết định chuyển hướng theo học thêm các kiến thức và kỹ năng về tài chính, kế toán quản lý bằng việc học tiếp chương trình MBA ở Đại học London từ năm 1978 tới 1980. Năm 1989, Jim gia nhập quỹ đầu tư Advent International (Hoa Kỳ).

### INEOS
Năm 1994, Jim Radcliffe là đồng sáng lập công ty Inspec, niêm yết trên thị trường chứng khoán London, sau đó rời khỏi công ty này năm 1997 và thu lợi tức 30 triệu bảng Anh khi công thi này bị mua lại. Một năm sau, năm 1998, ông thành lập INEOS ở Hamsphire dựa trên việc mua lại mảng hóa chất của Inspec đang hoạt động ở Antwerp, Bỉ. Từ một hãng nhỏ, INEOS đã được mở rộng bằng cách mua lại các cơ sở hóa dầu của các tập đoàn khác và phát triển thành các nhà máy riêng của tập đoàn. Cho tới năm 2006, INEOS đã mua lại các cơ sở hóa dầu của BP, Imperial Chemical Industries, Innovene từ đó mở rộng mạng lưới nhà máy hóa dầu ở nhiều quốc gia như Scotland, Ý, Đức, Pháp, Bỉ và Canada. Tháng 4 năm 2010, INEOS chuyển trụ sở chính từ Hampshire đến Rolle (Thụy Sĩ) qua đó giảm lượng tiền thuế mà tập đoàn phải đóng tới 100 triệu bảng Anh mỗi năm.
Năm 2015, Radcliffe quyết định đặt trụ sở chính của bộ phận hóa chất và năng lượng của tập đoàn ở Knightsbridge, Luân Đôn (cùng với các bộ phân kinh doanh dầu mỏ, khí đốt) với một tuyên bố rằng ông "rất phấn khởi vì trở lại nước Anh". Là một người được cho là ủng hộ Brexit, Radcliffe được cho là rất tán thành các chính sách của Vương quốc Liên hiệp Anh và Bắc Ireland với việc duy trì thủ đô Luân Đôn là trung tâm thương mại của thế giới.
Năm 2018, Sunday Times công bố danh sách những người giàu nhất Vương quốc Anh, và Jim Radcliffe đứng đầu danh sách với tổng tài sản ước tính hơn 21 tỉ bảng Anh.

### Thể thao
Jim Radcliffe là một người hâm mộ thể thao và được biết đến là một cổ động viên trung thành của Manchester United. Ông là người thành lập nhiều quỹ từ thiện ủng hộ các phong trào thể thao và là chủ sở hữu và đối tác của nhiều câu lạc bộ thể thao.
Ngày 24 tháng 12 năm 2023, Câu lạc bộ Manchester United đã ra thông cáo chính thức thông báo việc Jim Radcliffe đạt thỏa thuận mua lại 25% cổ phần của câu lạc bộ từ gia đình Glazer. Theo thỏa thuận này, tập đoàn INEOS của Radcliffe sẽ quản lý tất cả các hoạt động bóng đá của câu lạc bộ. Theo thông cáo chính thức từ United ngày 20 tháng 2 năm 2024, Radcliffe chính thức trở thành đồng chủ sở hữu của Manchester United sau khi thương vụ mua một phần United được Hiệp hội bóng đá Anh (FA) và Premier League phê chuẩn, với 27,7% cổ phần của United do Jim Ratcliffe nắm giữ.

## Giải thưởng và vinh danh
Tháng 5 năm 2009, Jim Radcliffe được phong tặng danh hiệu Học giả Danh dự của Hiệp hội Kỹ sư Hóa học cho những đóng góp về "khả năng lãnh đạo bền vững trong việc xây dựng tập đoàn INEOS". Ông được phong tặng danh hiệu Hiệp sĩ bởi Nữ Hoàng Elizabeth II vào năm 2018.

## Đời tư
Jim Radcliffe kết hôn năm 1985 với Amanda Townson. Hai người ly hôn sau 10 năm chung sống và có hai người con trai. Vào cuối những năm 1990, Radcliffe được cho là đã kết hôn với nữ luật sư Ý Maria Alessia Maresca (còn được biết đến với tên gọi Alicia Ratcliffe), nhưng cũng ly hôn sau đó vài năm. Hai người có chung một con gái.